# Panicum erectifolium
Panicum erectifolium är en gräsart som beskrevs av George Valentine Nash. Panicum erectifolium ingår i släktet vipphirser, och familjen gräs. Inga underarter finns listade i Catalogue of Life.